# Museo nazionale ferroviario di Pietrarsa
Il Museo nazionale ferroviario di Pietrarsa è un museo ferroviario ubicato fra il quartiere napoletano di San Giovanni a Teduccio e i comuni di Portici e San Giorgio a Cremano, e allestito nei locali delle ex Officine di Pietrarsa poste tra la stazione ferroviaria di Pietrarsa-San Giorgio a Cremano e il mare.
Il museo è gestito dalla Fondazione FS Italiane delle Ferrovie dello Stato Italiane.

## Storia
Il museo ferroviario è stato realizzato laddove sorgeva il Reale opificio borbonico di Pietrarsa, struttura concepita da Ferdinando II di Borbone nel 1840 come industria siderurgica e dal 1845 come fabbrica di locomotive a vapore. L'attività ebbe inizio con il montaggio in loco di sette locomotive, utilizzando le parti componenti costruite in Inghilterra secondo uno dei precedenti modelli inglesi acquistati nel 1843. Il 22 maggio di quell'anno, Ferdinando II emanò un editto nel quale riportava: «È volere di Sua maestà che lo stabilimento di Pietrarsa si occupi della costruzione delle locomotive, nonché delle riparazioni e dei bisogni per le locomotive stesse degli accessori dei carri e dei wagons che percorreranno la nuova strada ferrata Napoli-Capua».
Nel 1853 a Pietrarsa prestavano la loro opera circa 700 operai, rendendo l'opificio il primo e più importante nucleo industriale italiano oltre mezzo secolo prima che nascesse la Fiat e 44 anni prima della Breda.

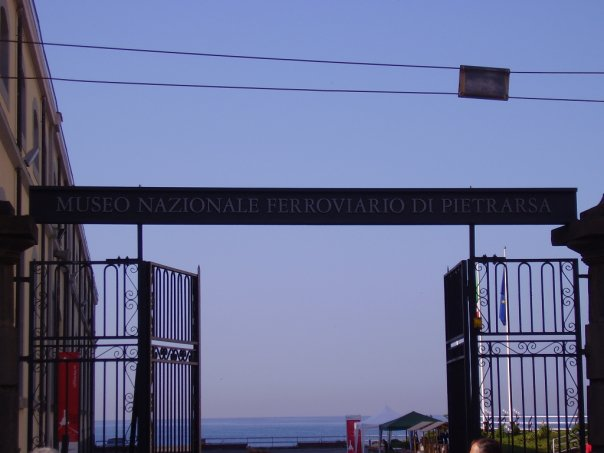
Ingresso del museo di Pietrarsa.

La struttura ebbe varie visite importanti, fra cui lo zar di Russia Nicola I, che manifestò l'intenzione di prendere Pietrarsa a modello per il complesso ferroviario di Kronstadt, e papa Pio IX nel 1849.
Con l'Unità d'Italia, dal 1861 l'opificio di Pietrarsa entrò in una fase difficile. Una relazione dell'ingegnere Grandis, voluta dal governo piemontese, dipinse molto negativamente l'attività e la redditività dell'opificio consigliandone la vendita o la demolizione. L'anno dopo avvenne la cessione della gestione alla ditta Bozza, che portò alla riduzione dei posti di lavoro, a scioperi e gravi disordini repressi nel sangue: in particolare, il 6 agosto 1863 una carica di bersaglieri provocò sette morti e 20 feriti gravi. Tuttavia, nonostante la parziale dismissione degli impianti, nel successivo decennio vennero prodotte oltre 150 locomotive. Il ridimensionamento di Pietrarsa continuò sino alla riduzione a 100 dei posti di lavoro finché nel 1877 lo Stato assunse direttamente la gestione sotto la direzione dell'ingegnere Passerini risollevandone le sorti e migliorandone la produttività; da allora e fino al 1885 vennero prodotte ulteriori 110 locomotive, oltre 800 carri merci e quasi 300 carrozze viaggiatori oltre a parti di ricambio per rotabili.
Nel 1905, in seguito alla statalizzazione delle ferrovie, l'opificio entrò a far parte delle infrastrutture primarie delle nuove Ferrovie dello Stato divenendo una delle officine di Grandi Riparazioni specializzata in particolare nel settore delle locomotive a vapore.
Secondo i dati forniti dall'album ufficiale Locomotive ed Automotrici in servizio ed in costruzione al 30 giugno 1914, edito nel 1915 dalle Ferrovie dello Stato, a Pietrarsa erano state prodotte fra il 1867 e il 1888 per le Meridionali, la Rete Mediterranea, la Rete Adriatica, la Rete Sicula e la Società della Ferrovia Sicula Occidentale, ben 185 locomotive a vapore con tender dei gruppi (secondo immatricolazione FS) FS 120, FS 155, FS 185, FS 190, FS 200, FS 206, 215, FS265, FS 268, FS 385, FS 391, 420. Successivamente al 1888 le ordinazioni risultano rivolte a fabbriche estere o del nord Italia, indicando un nuovo indirizzo di utilizzazione dell'opificio come impianto di manutenzione e riparazione.
Con l'avvento dei nuovi sistemi di trazione elettrica e poi diesel, ebbe inizio il lento ma inesorabile declino, culminato il 15 novembre 1975 con il decreto di chiusura e la decisione di fare di Pietrarsa un museo ferroviario a tutti gli effetti, sfruttando i vecchi capannoni della prima fabbrica di locomotive d'Italia. L'inaugurazione avvenne il 7 ottobre 1989 in occasione del 150º anniversario delle ferrovie italiane. Successivamente chiuso per un lungo periodo di ristrutturazione, il museo è stato riaperto il 19 dicembre del 2007.

## Esposizioni

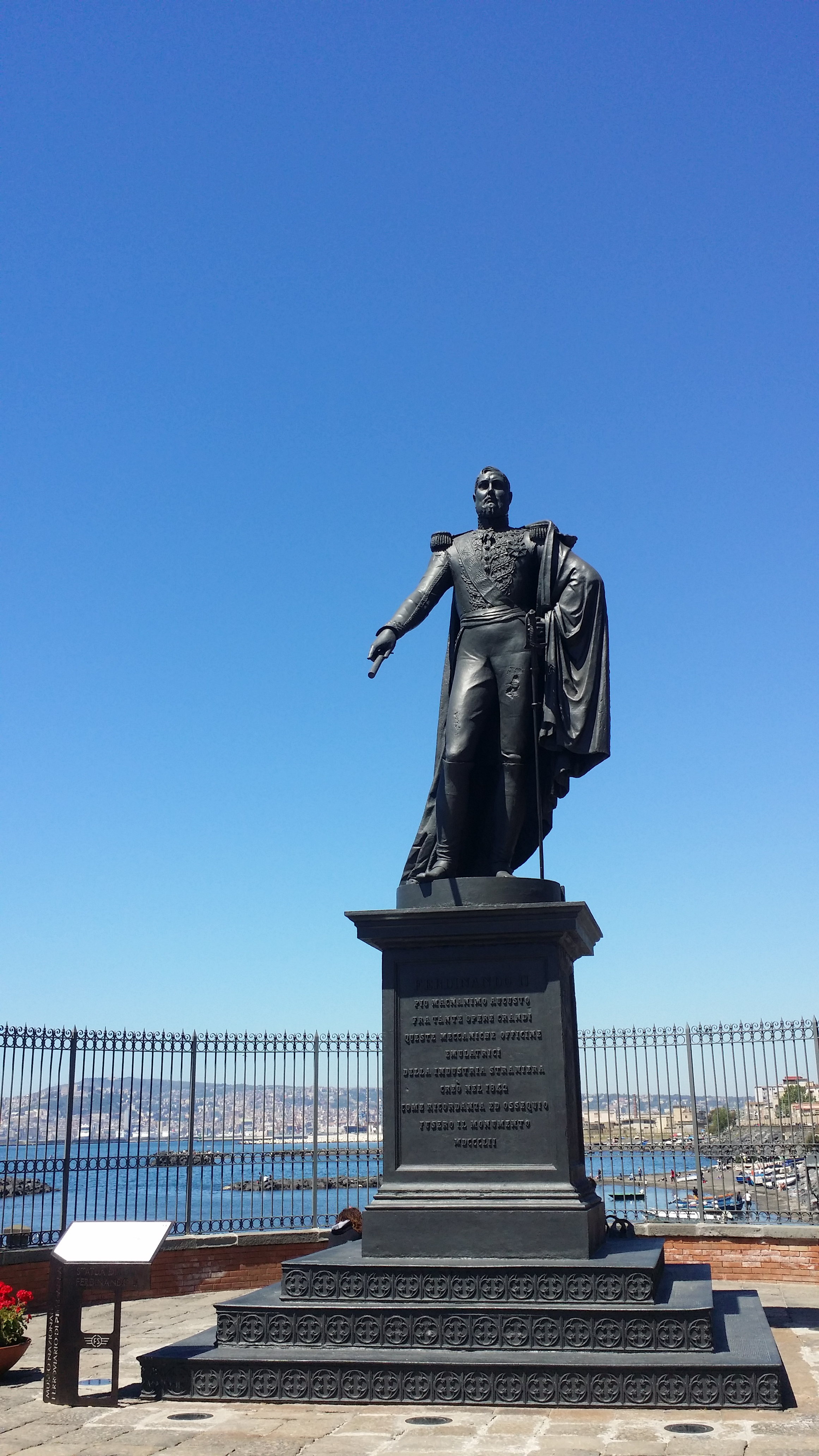
Statua in ghisa di re Ferdinando II di Borbone nel cortile del museo.

Costituito da sette padiglioni per un'estensione complessiva di circa 36.000 metri quadrati, dei quali 14.000 coperti, il museo ospita locomotive a vapore, locomotive elettriche trifase, locomotive a corrente continua, locomotori diesel, elettromotrici, automotrici e carrozze passeggeri. Il primo padiglione è stato delegato alla conservazione dei mezzi del passato, a iniziare dalla ricostruzione storica del primo convoglio della Napoli-Portici, per seguire con le locomotive a vapore e i locomotori elettrici trifasi.
Il secondo padiglione raccoglie una vasta rappresentanza di rotabili e carri in scala ridotta, nonché plastici e oggetti di uso comune in ferrovia.
Il terzo padiglione è diviso in tre settori che ospitano vecchi macchinari della ex officina, un settore navale con modelli e oggetti vari, nonché locomotive rappresentanti il “passato prossimo” e cioè automotrici diesel ed elettriche, carrozze e locomotori elettrici a corrente continua. Interessante è il treno Reale, convoglio di undici vagoni, costruito nel 1929 per le nozze di Umberto II di Savoia con Maria José del Belgio, mentre di recente è stata acquisita una vettura presidenziale offerta nel 1989 da Francesco Cossiga.
Nel museo trovano spazio celebri locomotive a vapore come la gruppo 290, gruppo 835, gruppo 480, elettriche in corrente continua come la E.326, E.626, nonché locomotive elettriche trifase, gioielli della storia ferroviaria italiana.
Oltre ai treni, il museo ospita anche materiali di belle arti e arti applicate, come l'imponente statua di Ferdinando II di Borbone, opera fusa in ghisa nello stesso opificio, il Salone reale in stile liberty con soffitto in oro zecchino e tavolo in mogano esotico, e la carrozza-salone del treno dei Savoia, rinominato "Treno della Presidenza della Repubblica Italiana".

## I rotabili del museo
Locomotive a vapore
- Locomotiva Bayard, riproduzione del 1939, costruita a memoria della locomotiva e del treno inaugurale della Ferrovia Napoli-Portici. Costruzione Longridge, anno 1839, numero di fabbrica 120. Venne costruita la Bayard perché era l'unica di cui si disponessero i disegni, anche se la macchina dell'inaugurazione era la Vesuvio.
- Locomotiva a vapore 290.319. Costruzione Officine Meccaniche di Saronno, anno 1912, numero di fabbrica 489. Prima locomotiva entrata nella sede del Museo il 3 aprile 1982[4] dopo il viaggio di trasferimento da Roma Trastevere (dove la locomotiva era stata restaurata) avvenuto tra il 2 ed il 3 aprile.
- Locomotiva a vapore 477.011. Costruzione Erste Böhmisch-Mährische Maschinenfabrik, Praga, anno 1904, numero di fabbrica 120.
- Locomotiva a vapore 480.017. Costruzione OM, anno 1922, numero di fabbrica 815.
- Locomotiva a vapore 625.030. Costruzione Ansaldo, anno 1911, numero di fabbrica 911.
- Locomotiva a vapore 640.088. Costruzione Breda, anno 1910, numero di fabbrica 1166.
- Locomotiva a vapore 680.037. Costruzione Breda, anno 1907, numero di fabbrica 854.
- Locomotiva a vapore 685.068. Costruzione Breda, anno 1914, numero di fabbrica 1572.

- Locomotiva a vapore 735.128. Costruzione Montreal Locomotive Works, anno 1919, numero di fabbrica 60617
- Locomotiva a vapore 736.114. Costruzione Alco, anno 1944, numero di fabbrica 71579.
- Locomotiva a vapore 740.115. Costruzione Breda, anno 1914, numero di fabbrica 1492. Trasformata in 741.115 Franco-Crosti nel 1959 e ritrasformata in 740, essendo stata una delle locomotive che trainarono il treno del Milite Ignoto[5][6].
- Locomotiva a vapore 741.137. Costruzione Ansaldo, anno 1914, numero di fabbrica 1081, come 740.137. Trasformata in 741.137 Franco-Crosti nel 1959.
- Locomotiva a vapore 744.118. Costruzione OM, anno 1928, numero di fabbrica 883. Dal 2005 circa è ricoverata presso il DRS di Pistoia in attesa di restauro.
- Locomotiva a vapore 800, il "cubo". Costruzione Maffei, anno 1907, numero di fabbrica 2656.
- Locomotiva a vapore 835.001. Costruzione Breda, anno 1906, numero di fabbrica Breda 786.
- Locomotiva a vapore 851.110. Costruzione Breda, anno 1904, numero di fabbrica 703.
- Locomotiva a vapore 875.039. Costruzione OM, anno 1913, numero di fabbrica 523.
- Locomotiva a vapore 896.030. Costruzione OM, anno 1921, numero di fabbrica 782.
- Locomotiva a vapore 899.006. Costruzione Krauss, Linz, anno 1882, numero di fabbrica 1069.
- Locomotiva a vapore 905.032. Costruzione Breda, anno 1910, numero di fabbrica 1225.
- Locomotiva a vapore 910.001. Costruzione Ansaldo, anno 1905, numero di fabbrica 486.
- Locomotiva a vapore 940.033. Costruzione Officine Meccaniche Reggiane, anno 1922, numero di fabbrica 96.
- Locomotiva a vapore 980.002. Costruzione SLM, anno 1898, numero di fabbrica 1898.
- Locomotiva a vapore R.370.023, a scartamento ridotto e cremagliera. Costruzione Saronno, anno 1911, numero di fabbrica 639.
- Locomotiva a vapore R.302.019, a scartamento ridotto. Costruzione CEMSA, anno 1922, numero di fabbrica 671.
- Locomotiva a vapore MMO 22 della Ferrovia Monza-Molteno-Oggiono, poi FS 850.022. Costruzione Couillet, anno 1896, numero di fabbrica 1148.
- Locomotiva a vapore 940.036 (costruzione Reggiane,1922), esposta da agosto 2018[7], sezionata all'altezza di caldaia e fascio tubiero, con biellismo funzionante mosso da motore elettrico occultato. Esposta per fini didattici ed esplicativi del funzionamento di una locomotiva a vapore.

Locomotive elettriche
- Locomotiva elettrica E.400.001, a corrente continua 3 kV già L.903 della FCV, già E.1 della FAP.
- Locomotiva elettrica E.326.004, a corrente continua 3 kV.
- Locomotiva elettrica E.428.209, a corrente continua 3 kV. Costruzione TIBB, anno 1940, numero di fabbrica 4680[8].
- Locomotiva elettrica E.626.005, a corrente continua 3 kV. Ultima superstite dei prototipi E.626.001-014 in condizioni vicine allo stato d'origine. Entrata a far parte della collezione del Museo a seguito di una campagna di sensibilizzazione condotta dalla stampa specializzata[9][10].
- Locomotiva elettrica E.444.001, a corrente continua 3 kV. Unica unità superstite dei quattro prototipi del gruppo E.444, restaurata nell'Officina Grandi Riparazioni di Foligno.
- Locomotiva elettrica E.333.026, a corrente alternata trifase 3,6 kV, 16,6 Hz
- Locomotiva elettrica E.432.001, a corrente alternata trifase 3,6 kV, 16,6 Hz
- Locomotiva elettrica E.551.001, a corrente alternata trifase 3,6 kV, 16,6 Hz
- Locomotiva elettrica E.440.3, a corrente alternata trifase 3,6 kV, 16,6 Hz, della Ferrovia Alta Valtellina.

Automotrici ed elettromotrici
- Elettromotrice Ale 792.004
- Elettromotrice E. 623.106 restaurata e riportata all'originale E.107 a terza rotaia e livrea verde.
- Automotrice a nafta ALn 556.1202
- Automotrice a nafta ALn 556.2312
- Automotrice a nafta ALn 772.3375
- Automotrice a nafta ALn 880.2018
- Automotrice a nafta RALn 60.012 a scartamento ridotto, presente da maggio 2020

Automotori e Locomotive da manovra
- Locomotiva 235.3005
- Automotore 215.006 Badoni
- Automotore 207.020

Locomotive diesel
- Locomotiva diesel D.342.4011
- Locomotiva diesel D.341.1016

Carrozze e rimorchiate
- Rimorchio Leggero Ln 55.104 costruito nel 1933 da FIAT come automotrice ALb 48.105. Demotorizzato nel 1954.
- Carrozza Salone S10 del 1929 già carrozza con sala da pranzo del treno Reale e poi Presidenziale.
- ABz 66.546 del 1936 tipo centoporte mista prima e seconda classe.
- CDiy 67.446 del 1933 tipo centoporte a tre assi.
- K 48.114 del 1912 carrozza cellulare (trasporto detenuti).
- Uy 2007 del 1908 postale a tre assi.
- VIy 800.087 del 1898 già salone SSy 155.
- Bz 20.236 trasformata in "Ristorante Vesuvio".
- npBDIy 68.903 centoporte a tre assi.

## Filmografia
- Il museo di Pietrarsa: Napoli-Portici, la prima ferrovia italiana scritto e diretto da Paolo Jorio, 2002.